# Raghunath Manet
Pour les articles homonymes, voir Manet.
Raghunath Manet (en tamoul : இரகுநாத்து மனே, Irakunāttu maṉē), né en 1958 à Pondichéry, est un chorégraphe, danseur de bharata natyam (danse classique de l'Inde du Sud), musicien, compositeur, joueur de veena, ayant une carrière internationale.
Il est également réalisateur, acteur et écrivain. Il compose et joue avec Dr  Balamuralikrishna. Il se revendique fils spirituel de Ram Gopal. Raghunath a tôt appris et réactualisé le bharata natyam en étudiant avec les plus grands maîtres mais aussi observant les sculptures des temples de Villenour.

## Biographie
Danseur, chorégraphe et musicien (joueur de vinâ, luth indien), Raghunath Manet est un des ambassadeurs de la culture indienne à travers le monde. Il arrive en France en 1985, où il contribue au développement du bharata natyam. Il va ainsi former toute une nouvelle génération de danseurs de bharata natyam. Voyageant de par le monde, il reste attaché à Pondichéry où il crée, en 1988, une école de danse pour les enfants indiens orphelins : Tala Sruti.
Raghunath Manet se produit sur des plateaux internationaux (Opéra–Bastille, Shakespeare Globe de Londres, Théâtre Olympico de Rome) et compte de prestigieuses collaborations avec Gilberto Gil, Aldo Brizzi, Michel Portal, Didier Lockwood, Carolyn Carlson, Antoine Bourseiller, Jasser Haj Youssef et avec les grands musiciens Dr Balamuralikrishna et Drums Sivamani.
Raghunath Manet a reçu du Président de l’Inde “Pravasi Bharatiya Samman Award (PBSA) 2017”, la plus Haute Distinction, pour avoir fait la promotion de la culture de l’Inde en France. En 2015, il a reçu du Ministre de la Culture - la médaille de « Officier de l’ordre des Arts et des Lettres ».  En mai 2001, il a reçu du Ministre de la Culture Catherine Tasca, la médaille de "Chevalier des Arts et des Lettres". En 2018, Raghunath a reçu la Médaille  «Global Ambassador for Indian Music» du Indywood Film Festival.

## Spectacles
- 2003 : Pondichéry, avec Indra Rajan à l'Opéra Bastille, création jouée six soirs.
- 2004 : Karnatik avec Dr Balamurali Krishna (MK2)
- 2005 : Bollywood Ballet au festival d'Avignon
- 2006 : Duo avec Carolyn Carlson "Lille 3000"
- 2007 : Tri Murti ou 7 Dances of Shiva, création avec Michel Portal
- 2008 : Dance & Indian music avec Archie Shepp au New Morning Paris
- 2011 : Duo avec Richard Galliano
- 2011-2012 : Duo avec Didier Lockwood
- 2013 : Duo avec Dr Balamurali Krishna
- 2014 : Duo avec Jasser Haj Youssef
- 2016 : Duo avec Jérôme Pinget
- 2017 : Veena Concert au Petit Palais-Paris
- 2020 : Temple to Stage for Monte-Carlo Sporting Club Awards
- 2021 : Goita Govinda au festival de Robion
- 2022 : Amor Azul avec Gilberto Gil et Aldo Brizzi

## Diplômes et récompenses
- Vipalchee Award, Chennai, 1995, par Dr Balamurali Krishna
- Médaille d'or en 1995 , Chidambaram: The Best Dancer Award .[Où ?][Quand ?] ;
- En 1987, il est diplômé de l'académie Kalakshetra[4] et obtient un Premier Prix en veena. Cette académie, située près de Chennai, a été fondée dans les années 1935 par la danseuse et femme politique Rukmini Devi Arundale.
- En 2000, Natya Nayakan, Governement of Pondichery
- En mai 2001, il reçoit du Ministre de la Culture Catherine Tasca, la médaille de Chevalier des Arts et des Lettres.
- En janvier 2015 , il est promu par la Ministre de La Culture Fleur Pellerin  au grade d'Officier des Arts et des Lettres.
- En 2017, il a reçu du Président de l’Inde le titre du “Pravasi Bharatiya Samman Award (PBSA) 2017”
- En 2018, Raghunath a reçu la Médaille  «Global Ambassador for Indian Music» du Indywood Film Festival.

## Discographie
- Veena Recital I (double album CD), Night & Day - 1994
- Music & Dance (double album), Frémaux - 1995
- Veena Recital II (double album), Frémaux 1996
- Pondichéry, Frémaux - 1997
- Karaikkudi, M10 - 2000
- Shiva, music of Bharata Natyam, M10 - 2000
- Kuravane, music of Bharata Natyam - 2004
- Anjali, music of Bharata Natyam - 2005
- Bollywood Ballet, Dreyfus - 2006
- Karnatic, Dr Balamurali Krishna et Raghunath Manet - 2009
- Omkara, Raghunath Manet et Didier Lockwood, Dreyfus - 2010
- Devadasi, music of Bharata Natyam, 2012
- Great Maestros of India, Music of Veena - 2013
- Babaji Dreams, avec Drums Sivamani & Raghunath Manet - 2014
- Tanjore - 2015
- Karma, music of veena - 2017
- Holos,  Raghunath Manet et Aldo Brizzi - 2020
- Veena Dreams - 2022

+ 14 CD Raghunath veena

## Filmographie

### Acteur
- 1996 : Le Journal du séducteur de Danièle Dubroux avec Jean-Pierre Léaud et Chiarra Mastroianni.
- 2003 : Perduto amor, de Franco Battiato.
- 2016 : Diamant noir d'Arthur Harari.
- 2019 : Le Fruit de l'espoir d'Alain Williams, avec Robert Hossein.

### Réalisateur
- 2017 : Dance of Shiva, film documentaire (1h15) avec Didier Bellocq («Prix du meilleur film spirituel» des mains de la princesse Angelique Monet-AFI World Peace de New Generation In Action & Tolerance Initiative).
- 2017 : Karma, court métrage (15 min), avec Ashok, en sélection à FEMI Guadeloupe.
- 2022 : Yoga, le 7e chakra, court métrage de Raghunath Manet et Ashok.
- 2023 : Les bayadères de Pondichéry, film documentaire sur les danseurs de temple à Pondichéry. Raghunath Manet réalise avec Didier Bellocq.

## Livres
- Manet Raghunath, Les bayadères, danseuses sacrées du temple de Villenour, Pondicherry 1993.pp 145 Ed. Tala Sruti.
- Manet Raghunath, Du Temple à la Scène, Tâla Sruti, Pondicherry 1999 pp. 155.
- Manet Raghunath, La musique carnatique, une musique pour bercer les dieux, Préface de Didier Lockwood. Editions Tala Sruti Pondicherry 2001.
- Manet Raghunath, Shiva et ses 7 danses, Préface Jean-Claude Carrière). Editions Tala Sruti Pondicherry 2011.
- Manet Raghunath, L’Inde en Guadeloupe, Préface Jean Hira. Editions Tala Sruti Pondicherry 2018.
- Manet Raghunath, traduction, Gita Govinda - Ode au dieu bleu - Jayadeva, Préface d'Aldo Brizzi. Editions Tala Sruti Pondicherry 2020.